# Panchagarh
Panchagarh este un oraș din Bangladesh.